# Acuerdo de Charaña
El Acuerdo de Charaña, también conocido como Acta de Charaña o Abrazo de Charaña, es el nombre atribuido al acta suscrita en la reunión entre los dictadores de Bolivia y Chile, generales Hugo Banzer y Augusto Pinochet, respectivamente, efectuada en la estación ferroviaria boliviana de Charaña el 8 de febrero de 1975.
Este acuerdo permitió el restablecimiento de las relaciones diplomáticas boliviano-chilenas, rotas en 1962, y el diseño de una propuesta para solucionar la mediterraneidad de Bolivia, originada tras la derrota de dicho país en la Guerra del Pacífico y la posterior firma del Tratado de Paz y Amistad de 1904.
La dictadura militar chilena propuso, a cambio de un canje territorial, la cesión de una franja de terreno a lo largo de su frontera septentrional con Perú, entre el océano Pacífico y la frontera con Bolivia. Sin embargo, la fórmula fue objetada por el gobierno peruano liderado por el también dictador Francisco Morales Bermúdez; los acuerdos firmados entre Bolivia y Chile se disolvieron y las relaciones entre ambos países se quebraron en 1978, sin llegar a implementar ninguna de las propuestas originales.
La disputa territorial subsecuentemente culminaría en una demanda presentada por Bolivia ante el Tribunal Internacional de Justicia en La Haya contra Chile, que fue ganada por Chile en 2018.

## Antecedentes
La frontera boliviano-chilena se fijó en el Tratado de Paz y Amistad firmado en 1904, cuando Bolivia cedió «a perpetuidad» los territorios del Departamento del Litoral —actual Región de Antofagasta— que habían sido ocupados por Chile durante la Guerra del Pacífico. Las disposiciones del tratado dejaron a Bolivia sin acceso territorial al océano Pacífico, aun cuando se establecieron medidas mitigatorias como la construcción del ferrocarril entre Arica y La Paz. Además de la pérdida de acceso al mar, la provincia de Litoral era un territorio rico en nitratos, en ese entonces indispensable para la fabricación de pólvora y por lo tanto un material estratégico clave, y era también la provincia más redituable de Bolivia y le proporcionaba su principal fuente de ganancias. De esta forma, la inmensa y demoledora pérdida llevó a una deterioración económica de Bolivia y un trauma histórico nacional.
En la primera mitad del siglo XX, el reclamo boliviano de acceso al Pacífico fue fuente de constantes tensiones entre ambos países. Entre 1947 y 1950, hubo conversaciones entre Bolivia y Chile para iniciar negociaciones con el fin de otorgar una salida al mar para Bolivia; sin embargo, las gestiones quedaron estancadas por la negativa recepción en la opinión pública de ambas naciones. Posteriormente, se sumaron conflictos fronterizos —como la disputa por el uso de las aguas del río Lauca, que llevó al gobierno de Víctor Paz Estenssoro a romper las relaciones diplomáticas entre ambos países en abril de 1962—.
A comienzos de la década de 1970, ambos países vivieron procesos políticos similares que llevaron al establecimiento de dictaduras militares afines. Hugo Banzer derrocó al militar izquierdista Juan José Torres en 1971, mientras que Augusto Pinochet asumió el mando del Chile tras el golpe de Estado contra el presidente socialista Salvador Allende en 1973. Las ideologías anti-izquierdistas de ambos dictadores los llevó a generar lazos de cercanía y Banzer apostó a poner el tema de la mediterraneidad como prioritario en la relación entre ambos países.
En marzo de 1974, durante el cambio de mando en Brasil, donde Ernesto Geisel asumió el cargo de presidente, Pinochet se reunió con Banzer y le propuso formalmente la idea de entregar un corredor hacia el Pacífico a cambio de un canje territorial. A fines de ese mismo año, al celebrarse el sesquicentenario de la batalla de Ayacucho, diversas delegaciones de países sudamericanos participaron de las celebraciones en Lima y firmaron una declaración de integración y cooperación panamericana. Bolivia insistió en la inclusión de un párrafo respecto a su reclamo marítimo que no fue rechazado por el representante chileno en vista de que el tema ya se estaba discutiendo bilateralmente.

En concordancia con el espíritu que alentó la insurgencia de aquel vasto movimiento popular, unificador y emancipador, declaramos que: [...]

Al reafirmar el compromiso histórico de fortalecer cada vez más la unidad y solidaridad entre nuestros pueblos, prestamos la más amplia comprensión a la situación de mediterraneidad que afecta a Bolivia, situación que debe demandar la consideración más atenta hacia entendimientos constructivos.
Declaración de Ayacucho, Lima, 9 de diciembre de 1974.

Entre 1974 y 1976, la posibilidad de un conflicto bélico entre Chile y Perú se intensificó en el contexto de tensiones geopolíticas en América del Sur. En ese período, ambos países, gobernados por dictaduras militares, protagonizaron una carrera armamentista sin precedentes, con Perú adquiriendo armamento soviético y francés, lo que alarmó a las autoridades chilenas. Según investigaciones de historiadores como Sebastián Hurtado y Joaquín Fermandois, el gobierno chileno, liderado por Augusto Pinochet, temía una invasión peruana liderada por el general Juan Velasco Alvarado, quien buscaba recuperar territorios perdidos durante la guerra del Pacífico. Documentos hallados en archivos de varios países revelan que, para contrarrestar esta amenaza, Chile reforzó su defensa en el norte, mientras que la diplomacia jugó un papel clave en evitar la confrontación directa.
Chile realizó un minado fronterizo a fin de evitar una invasión; para ello fueron instaladas unas 180 mil minas antitanque y antipersonales en todas las fronteras de Chile entre 1975 y 1990. Las tensiones disminuyeron tras el derrocamiento de Velasco en 1975, aunque la región permaneció en un estado de alerta debido a las complejas relaciones entre las dictaduras del Cono Sur durante la Guerra Fría.
En 1975, el gobierno peruano, fortalecido por una masiva adquisición de armamento soviético y europeo, elaboró un plan denominado "Negro" que buscaba invadir territorio chileno, con el día D fijado para el 6 de agosto. Este plan contemplaba la captura de Arica, Iquique y, en algún momento, Antofagasta, que sería entregada a Bolivia como parte de una estrategia geopolítica. Mientras tanto, Chile, consciente de su desventaja militar, tomó medidas defensivas, incluyendo la instalación de minas en la frontera y el fortalecimiento de su presencia en Arica.
El continuo aislamiento internacional que vivía Chile desde la instalación de la dictadura militar y las continuas acciones en su contra en foros internacionales forzaron al gobierno chileno a buscar acuerdos con otros gobiernos, siendo el boliviano uno de los más cercanos. Además, las Fuerzas Armadas de Chile consideraron que la tensión en la frontera de Chile con Perú iba en aumento, por lo que la posibilidad de solucionar la mediterraneidad de Bolivia a través de la entrega de un «corredor» surgió como factible y la opinión pública también se mostraba favorable.

## El acuerdo
Finalmente, ambos mandatarios se reunieron el 8 de febrero de 1975 en la pequeña estación ferroviaria boliviana de Charaña, parte del ferrocarril que une ambos países, a dos kilómetros de la frontera y de la localidad chilena de Visviri. El acuerdo de seis puntos anunciaba la continuidad del diálogo en busca de una solución a la mediterraneidad de Bolivia y restablecía las relaciones diplomáticas entre ambos países a nivel de embajadores.

4. Ambos mandatarios, con ese espíritu de mutua comprensión y ánimo constructivo, han resuelto que continúe el diálogo a diversos niveles para buscar fórmulas de solución a los asuntos de mediterraneidad que afecta a Bolivia, dentro de recíprocas conveniencias y atendiendo a las aspiraciones de los pueblos boliviano y chileno.

5. Los dos Presidentes han resuelto seguir desarrollando una política en favor de la armonía y el entendimiento para que, en un clima de cooperación, se encuentre en conjunto una fórmula de paz y progreso en nuestro continente.

6. Los Presidentes, para materializar los propósitos señalados en la presente declaración conjunta, han resuelto normalizar sus relaciones diplomáticas entre sus respectivos países al nivel de Embajadores.
Acta de Charaña, 8 de febrero de 1975.

Tras el acuerdo, el gobierno chileno designó a Rigoberto Díaz Gronow como su embajador en La Paz, mientras que el boliviano envió a Guillermo Gutiérrez Vea Murguia a la embajada en Santiago.

## Propuestas de canje territorial

Propuesta chilena de cesión territorial por un corredor al norte de Arica.

El 26 de agosto de 1975, el embajador Gutiérrez envió al gobierno chileno un memorándum con algunas de las posiciones de Bolivia respecto al tipo de canje territorial, que planteaba dos peticiones: el corredor al norte de Arica y un enclave entre Pisagua e Iquique. El memorándum contenía los siguientes puntos:
1. Cesión a Bolivia de una costa marítima soberana entre la Línea de la Concordia y el límite del radio urbano de Arica. El territorio se prolongaría al interior hasta la frontera boliviana, incluyendo el ferrocarril Arica-La Paz. Además, se solicitaba la adopción de un régimen autónomo para Bolivia en las operaciones de comercio exterior ejecutadas en el puerto de Arica.[23]
2. Cesión de un territorio soberano a lo largo de 50 kilómetros de extensión por la costa y 15 kilómetros hacia el interior en una zona cercana a Iquique, Antofagasta o Pisagua.

El 19 de diciembre, el ministro de Relaciones Exteriores chileno Patricio Carvajal respondió que aceptaba entrar en negociaciones con Bolivia con el fin de «alcanzar una solución adecuada, total y definitiva a la mediterraneidad de Bolivia». Además, Carvajal indicó que las negociaciones no alteraban lo establecido por el tratado de 1904 y que la propuesta era de cesión del corredor, descartando cualquier cesión de algún enclave hacia el sur pues afectaría la continuidad del país.
Carvajal señaló que el corredor estaría configurado por el territorio enmarcado por el límite entre Chile y Perú por el norte y un límite por el sur definido como:

[...] la quebrada de Gallinazos y el borde norte superior de la quebrada del río Lluta (en forma que la carretera A-5 de Arica a Tambo Quemado quede en su totalidad en territorio chileno) hasta un punto al sur de la estación de Puquíos y luego una línea aproximadamente recta que pase por la cota 5.370 del cerro Nasahuento y se prolongue hasta el actual límite internacional de Chile con Bolivia.

La cesión incluiría el territorio terrestre ya descrito y el territorio marítimo ya comprendido entre los paralelos de los puntos extremos de la costa que se cedería (mar territorial, zona económica exclusiva y plataforma submarina). La cesión estaría condicionada a un «canje simultáneo de territorios, es decir, una superficie compensatoria equivalente como mínimo al área de tierra y mar cedida a Bolivia», el cual podría ser «continuo o integrado por distintas porciones de territorio fronterizo».
Algunas disposiciones adicionales incluían la libertad de uso de las aguas del río Lauca y la desmilitarización de la zona cedida a Bolivia. Las instalaciones estatales, como el aeropuerto de Chacalluta y el tramo del ferrocarril entre Arica y Visviri, serían adquiridas por Bolivia a precio de reposición, mientras que los derechos privados serían respetados. Los territorios canjeados no se podrían ceder a una tercera potencia y se reconocía el acuerdo como «solución plena y definitiva» de la mediterraneidad de Bolivia.

## Fracaso del acuerdo
Debido al acuerdo del Tratado de Lima de 1929, tanto Chile como Bolivia debieron consultar a Perú antes de tomar una decisión sobre cualquier cambio del estatus de territorios en cuestión dado que estos antes eran propiedad de Perú quien decidió oponerse al acuerdo. La principal causa de la objeción peruana era que cuando se demarcaran las nuevas aguas territoriales de Bolivia, siguiendo los lineamientos diplomáticos existentes, Perú perdería parte de su mar territorial, lo cual le parecía injusto debido a que Bolivia era el país interesado y que Chile era el país que deseaba realizar la compensación y que hubiera debido entregar parte de sus aguas territoriales.
Antes de tomar su decisión final, el ministro exterior de Perú se encontró con el entonces Secretario de Estado de Estados Unidos Henry Kissinger en Perú que comenzó la reunión admitiendo su ignorancia sobre la disputa territorial y su contexto histórico pero expresando interés en conocer la historia y tras recibir una explicación a profundidad del asunto por parte del ministro peruano Kissinger explico que la posición oficial de Estados Unidos sería esencialmente una de indiferencia pero con la esperanza de que una solución satisfactoria para Bolivia fuese alcanzada. Esto dejó en claro que no existía oposición significativa, internacional o doméstica, a una negativa peruana y el gobierno peruano decidió vetar el acuerdo de manera oficial.
En lugar de este acuerdo en su versión original, Perú propuso que el territorio fuese administrado simultáneamente por los tres países pero tanto Chile como Bolivia rechazaron este complicado acuerdo.
Finalmente, Bolivia bajo la administración de Hugo Banzer decidió romper relaciones diplomáticas con Chile el 17 de marzo de 1978 y permanecen rotas hasta la fecha mientras que la actitud pública en Bolivia hacia Chile en relación con la disputa sigue siendo casi universalmente negativa. Chile por su parte se ha negado desde la proposición de Charaña a incluso a discutir la cesión de cualquier parte de su territorio con el fin de otorgarle a Bolivia una salida al mar.
Se ha argumentado que Pinochet habría supuesto de antemano que el acuerdo necesitaría el consentimiento peruano y que fracasaría. Lo habría realizado simplemente como un gesto meramente simbólico de buena voluntad para hacer parecer a Chile como dispuesto a solucionar la disputa ofreciendo una propuesta que fracasaría por situaciones fuera de su control.